# Динамо (хокейний клуб, Київ, 1946)
«Динамо» — хокейна команда з Києва. Заснована в 1946 році київським обласним спортивним товариством (ОСТ) «Динамо», існувала до 1972 року, поки в тому ж році не була закрита кафедра хокею з шайбою в ОСТ «Динамо» (Київ). Брала участь у чемпіонатах УРСР, триразовий чемпіон і неодноразовим призер чемпіонатів УРСР.

## Історія
Відроджувати хокей у Києві почали відразу після Другої світової війни. Перший післявоєнний чемпіонат УРСР, в якому брали участь також київські команди, пройшов у 1948 році. Перемогу на турнірі здобула команда київського Будинку офіцерів (СКА), яка у фіналі перемогла саме київське «Динамо».
У четвертому чемпіонаті УРСР 1949 року, у Києві на стадіоні «Динамо» «динамівці» столиці зустрілись зі «спартаківцями» Дрогобича. У складі хокейної команди «Динамо» грали відомі майстри шкіряного м'яча Ф. Дашков, А. Ідзковський, Г. Пономарьов, А. Шевцов та інші. Дрогобицькі гравці з перших хвилин почали активно наступати на ворота киян, але невдовзі ініціативою заволоділи динамівці. Протягом усіх трьох періодів перевага була на боці киян, які виграли зустріч з великим рахунком — 10:3. У фіналі основна битва розгорілася між двома головними суперниками — київським «Динамо» і харківським «Локомотивом». Гру, яка повинна була відбутися 20 лютого в Києві, у зв'язку з погодними умовами перенесли до Харкова. Господарі на перших же хвилинах відкрили рахунок. Перевершуючи гостей і в техніці, і в тактиці, «залізничники» легко виграли зустріч — 7:0.
У чемпіонаті УРСР 1950 року, у матчі 1/2 фіналу, київському «Динамо» зараховано перемогу через неявку на гру тернопільського «Локомотива». Але у фіналі столичні «динамівці» знову програли, а харківський «Локомотив» удруге поспіль став чемпіоном України.
З 25 по 28 січня 1951 року на стадіоні «Динамо» в Києві проходила 6-а першість України. У перших двох іграх київські «динамівці» здобули дві перемоги: над дрогобицькими «спартаківцями» — 4:0 і над київським «Зенітом» — 3:0. У фіналі зустрілись головні претенденти на чемпіонство — команди «Локомотив» (Харків) і «Динамо» (Київ). Гра йшла вперто й напружено. Перший період дав нічийний результат — 1:1, у другому «залізничники» закинули дві «сухі» шайби, а в третьому перемогли з рахунком 4:2. Цікавий матч закінчився з рахунком 7:3 на користь харків'ян, які втретє поспіль завоювали почесне звання чемпіона України 1951 року.
Змагання на першість УРСР 1952 року проходили в Києві, у двох групах. Команди групи «Б» грали на стадіоні «Динамо». У першому матчі «динамівці» Києва виграли у «Спартака» (Дрогобич) — 6:2. У складі киян грали відомі футболісти — майстер спорту О. Ошенков, Ф. Дашков, О. Щанов, В. Голубєв. На перших хвилинах гра носила обопільний гострий характер. Але поступово ініціативою оволоділи «динамівці», які виграли цю гру за рахунок переваги у швидкості бігу. Але, програвши наступні два матчі київському ОБО (СКА) і харківському «Локомотиву», вони не вийшли з групи. Чемпіонами України вчетверте поспіль стали гравці харківського «Локомотива», які з ранком 4:1 перемогли столичних - ОБО (Обласного Будинку Офіцерів)/СКА.
Першість УРСР 1953 року вперше виграло київське «Динамо». У чемпіонаті брали участь також хокеїсти львівського «Динамо», «Іскри» (Станіслав), харківського «Локомотива», «Спартака» (Дрогобич) та «Спартака» з Чернівців.
Істотний внесок у подальший розвиток хокею в Києві внесли гравці з інших міст Радянського Союзу. Зацікавити хокеєм вдалось керівників підприємств, тому в хокейній першості УРСР водночас із командами спортивних товариств «Динамо», «Спартак», «Локомотив», Київ представляли також команди заводів «Арсенал», «Більшовик», «Червоний екскаватор» та інших великих підприємств міста. Найбільш успішною київською командою в цей період була команда спортивного товариства «Динамо».

## Досягнення
- Чемпіонат УРСР 
  -  Чемпіон (3): 1953, 1959, 1968.
  -  Срібний призер (4): 1948, 1949, 1950, 1951.
  -  Бронзовий призер (1): 1958.

## Відомі хокеїсти
- Ф.Дашков
- А.Ідзковський
- Г.Пономарьов
- А.Шевцов
- О.Щанов
- В.Голубєв